# Siergiej Rodin
Siergiej Rodin (ros. Сергей Родин; ur. 29 marca 1978 r.) – rosyjski kulturysta.

## Życiorys
Pochodzi z Moskwy. Studiował na Moskiewskim Uniwersytecie Górniczym (МГГУ).
Ma za sobą krótką karierę w branży pornograficznej. Rosyjska Federacja Kulturystyki i Fitnessu (ФБФР/PBS) wyznacza sponsorowanym przez siebie sportowcom kodeks moralności, który Rodin (podobnie jak grupa innych kulturystów) złamał.
Kulturystyką zajmuje się od lat dziewięćdziesiątych, choć w zawodach sportowych startuje od 2001. Debiutował udziałem w konkursie na Mistera Tuły, podczas którego zajął drugiej miejsce na podium. W listopadzie 2003 ponownie startował w tym turnieju; tym razem wywalczył złoty medal. Później uhonorowywano go tytułem Mistera Tuły jeszcze pięciokrotnie (2004, 2005, 2007, 2013, 2014).
W 2003 zdobył jeszcze dwa złota: podczas Pucharu Obwodu Kałuskiego w Kulturystyce zwyciężył w kategorii wagowej 80 kg oraz w kategorii generalnej. W październiku 2005 został wicemistrzem Moskwy w kulturystyce w kategorii wagowej do 87,5 kg. W kolejnym roku wywalczył srebrne medale na Mistrzostwach i podczas Pucharu Moskwy (na obu zawodach w kategorii wagowej 90 kg). Wystartował też w Mistrzostwach Rosji federacji PBS (ФБФР), gdzie objął czwarte miejsce wśród zawodników o masie ciała nieprzekraczającej 90 kg. W 2007 i 2008 roku na Mistrzostwach Moskwy wyróżniano go srebrnymi medalami w kategorii wagowej 90 kg. W 2010 był zwycięzcą Mistrzostw Centralnego Okręgu Federalnego w kategorii wagowej do 90 kg, a także wicemistrzem zawodów (zajął drugie miejsce na podium w kategorii ogólnej). W 2011 zwyciężył Puchar Moskwy jako zawodnik o masie ciała poniżej 90 kg. Podczas Pucharu Moskwy powtórzył ten wynik dwa lata później, kiedy zdobył też brązowy medal w kategorii ogólnej. Także w 2013 startował w zmaganiach Arnold Amateur Europe Międzynarodowej Federacji Kulturystyki i Fitnessu (IFBB) oraz w Pucharze Rosji PBS, gdzie objął drugie miejsce na podium w kategorii wagowej do 90 kg. W roku 2014 był mistrzem Moskwy w kulturystyce w kategorii wagowej do 90 kg, wicemistrzem zawodów Olympia Amateur Moscow w tej samej kategorii, a także drugim wicemistrzem Rosji w kategorii wagowej poniżej 100 kg. Brał też udział w Mistrzostwach Świata w Kulturystyce federacji IFBB, na których zajął trzynaste miejsce w kategorii wagowej do 90 kg.
Mieszka w Moskwie. Pracuje w klubie fitness, jest też dziennikarzem sportowym, współpracującym z internetowym serwisem Body Mania. Obwód jego bicepsa wynosi 50 cm. Od 2014 roku jest rozwodnikiem.

## Wymiary
- wzrost: 171 cm
- waga: 90−95 kg
- obwód bicepsa: 50 cm